# Forsterina koghiana
Espèce
Forsterina koghiana est une espèce d'araignées aranéomorphes de la famille des Desidae.

## Distribution
Cette espèce est endémique de Nouvelle-Calédonie. Elle se rencontre sur le mont Koghis.

## Description
La carapace du mâle holotype mesure 2,99 mm de long sur 1,95 mm.

## Étymologie
Son nom d'espèce lui a été donné en référence au lieu de sa découverte, le mont Koghis.

## Publication originale
- Gray, 1992 : New desid spiders (Araneae: Desidae) from New Caledonia and eastern Australia. Records of the Australian Museum, vol. 44, p. 253-262 (texte intégral).